# رمان بی‌کلام
رمان بی‌کلام (انگلیسی: Wordless novel) گونه‌ای روایی‌ست که داستانش را با تصاویری بدون عنوان که از پی هم می‌آیند، روایت می‌کند. از آن‌جا که این‌گونه رمان‌ها به شکل سنتی معمولاً با چوب‌تراشی ایجاد می‌شده‌اند، به آن‌ها «رمان چوبی» یا «رمان روی چوب» نیز گفته می‌شود.
بیشترین رواج رمان‌های بی‌کلام به دههٔ بیست میلادی و اوج دورهٔ اکسپرسیونیسم آلمان بازمی‌گردد و از مهمترین هنرمندان این عرصه می‌توان به فرانس ماسِریل (خالق نخستین رمان بی‌کلام) و لیند وارد اشاره کرد.